# 鉾田町
鉾田町（ほこたまち）は、茨城県南東部にあった町である。2005年（平成17年）10月11日に隣接する旭村、大洋村と合併して鉾田市となった。

## 地理
北浦と鹿島灘に面する。

## 歴史
- 1889年（明治22年）4月1日 - 町村制施行に伴い、鹿島郡塔ヶ崎村・鉾田村の区域をもって成立。
- 1953年（昭和28年）5月18日 - 国道123号（現在の国道51号）が制定。
- 1955年（昭和30年）3月15日 - 鹿島郡新宮村・徳宿村・巴村・行方郡秋津村と新設合併し、改めて鉾田町が発足。
- 1985年（昭和60年）3月14日 - 鹿島臨海鉄道大洗鹿島線が開業。
- 2005年（平成17年）10月11日 - 旭村・大洋村と新設合併し鉾田市が発足。同日鉾田町廃止。

## 行政
- 合併前最後の町長：鬼沢保平

## 交通

### 鉄道
- 鹿島臨海鉄道
  - 大洗鹿島線：徳宿駅 - 新鉾田駅
- 鹿島鉄道（合併後の2007年4月1日に廃止）
  - 鹿島鉄道線：借宿前駅 - 巴川駅 - 坂戸駅 - 鉾田駅

### 道路
一般国道
- 国道51号

主要地方道
- 茨城県道2号水戸鉾田佐原線
- 茨城県道8号小川鉾田線
- 茨城県道18号茨城鹿島線
- 茨城県道50号水戸神栖線

一般県道
- 茨城県道110号鉾田茨城線
- 茨城県道114号下太田鉾田線
- 茨城県道116号鹿田玉造線
- 茨城県道144号紅葉石岡線
- 茨城県道182号大竹鉾田線
- 茨城県道184号島並鉾田線
- 茨城県道339号大和田桃浦停車場線

## 名所・旧跡・観光スポット・祭事・催事・施設
- 大竹海岸
- 鹿島灘海浜公園
- 北浦
- ほこたさくら祭り
- 鉾田花火大会
- 鉾神社祭礼

## 出身有名人
- 浅野哲也
- 磯山さやか
- 東野峻（元プロ野球選手読売ジャイアンツ）
- 小沢信弘（ノブ&フッキー）
- 淺野勝盛（ミュージシャン、俳優）

## 電気
かつて鉾田町には電燈会社があった。才賀藤吉が1912年（大正元年）8月に事業許可を受け1913年（大正2年）6月に鉾田電気を設立。1916年（大正5年）3月に事業開始した。供給区域は鉾田町、秋津町、巴村、新宮村 発電所は持たず高濱電気より受電。1922年（大正11年）北浦電気に合併された。

## その他
- 市外局番は0291で、旭村・大洋村と行方市の旧・北浦町域と同一。
- 霞ヶ浦の治水が進むまでは、北浦の増水による水害をたびたび受けてきた。1950年8月8日には、550戸が浸水被害を受けている[5]。